# Цирков, Анатолий Иванович
Анато́лий Ива́нович Цирко́в (11 июля 1934 — 21 сентября 2019) — советский волейболист, игрок сборной СССР (1962). Чемпион мира 1962, чемпион СССР 1963. Связующий. Мастер спорта международного класса.
Выступал за команды «Торпедо» (Москва) и МАИ/«Буревестник» (Москва). Чемпион СССР и Спартакиады народов СССР 1963 (в составе сборной Москвы), трёхкратный бронзовый призёр союзных первенств (1960—1962).
В составе сборной СССР в 1962 году стал чемпионом мира
После окончания игровой карьеры работал инженером.